# The Billboard
The Billboard (englisch für Die Plakatwand) ist ein massiger Monolith aus Granit im westantarktischen Marie-Byrd-Land. Er ragt mit einer Flankenhöhe von 300 m in den Ford Ranges unmittelbar westlich des Mount Rea zwischen dem Arthur- und dem Boyd-Gletscher auf.
Entdeckt wurde er im November 1934 durch eine vom US-amerikanischen Geographen Paul Siple geführten Schlittenmannschaft bei der zweiten Antarktisexpedition (1933–1935) des US-amerikanischen Polarforschers Richard Evelyn Byrd. Seinen deskriptiven Namen erhielt er in Anlehnung an sein Erscheinungsbild.